# Liste der Auslandsvertretungen Singapurs

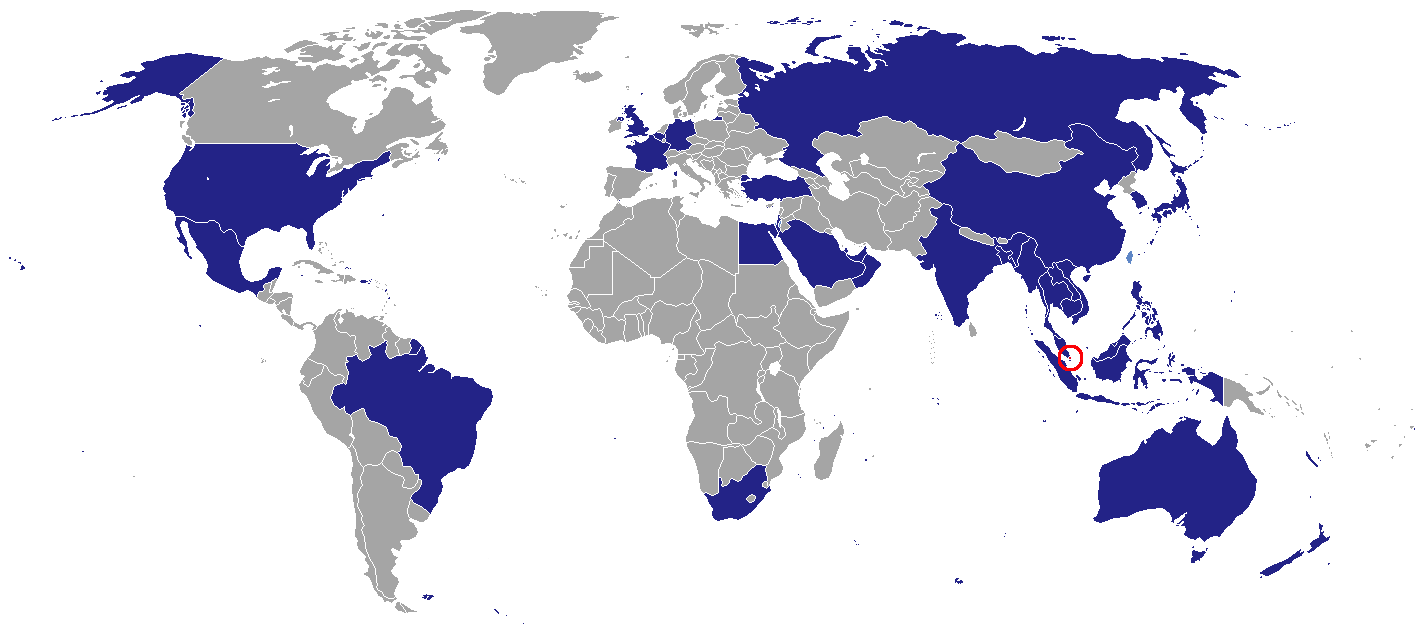
Standorte der diplomatischen Vertretungen Singapurs

Dies ist eine Liste der diplomatischen und konsularischen Vertretungen Singapurs.

## Diplomatische und konsularische Vertretungen

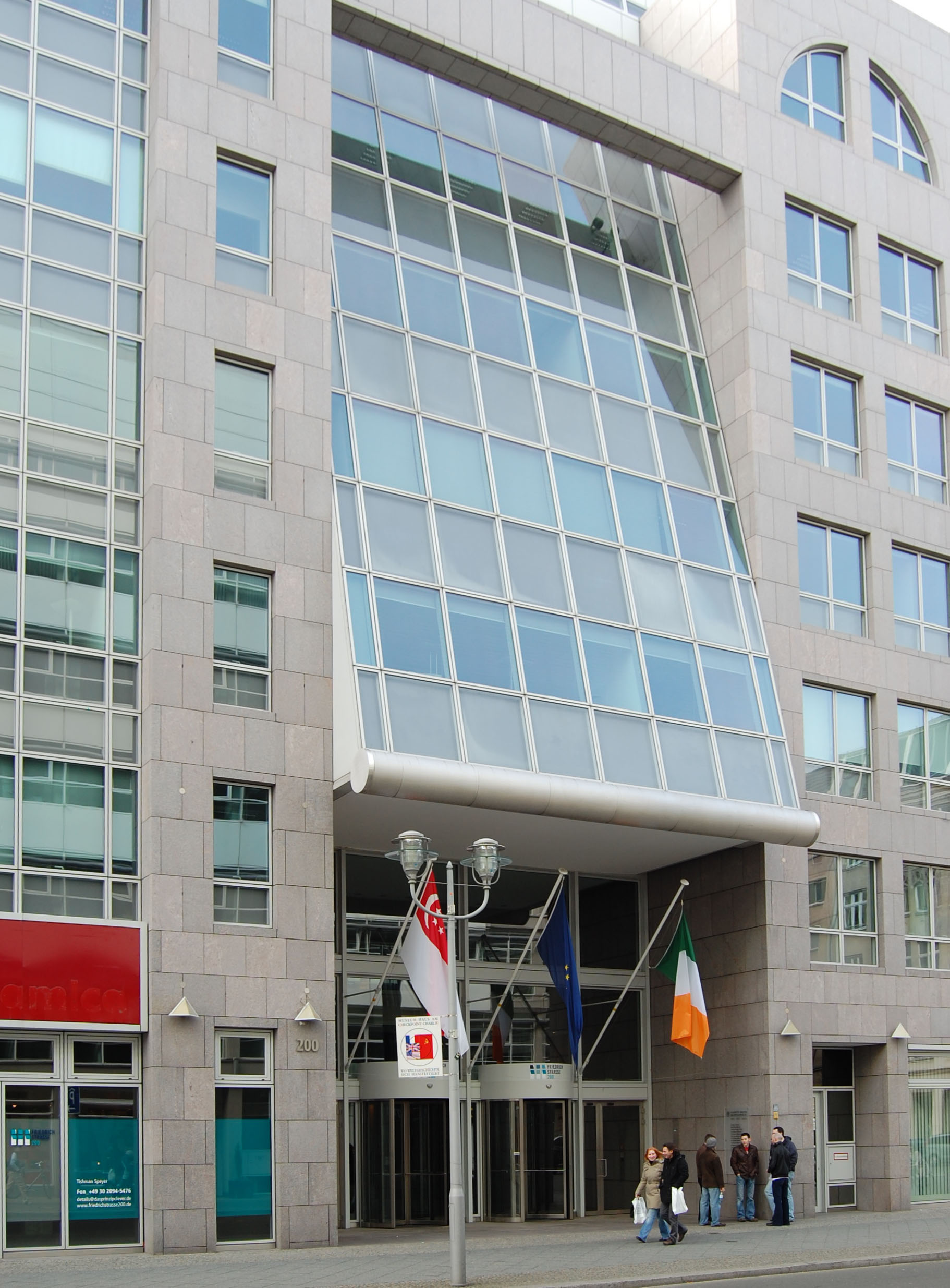
Singapurische Botschaft in Berlin

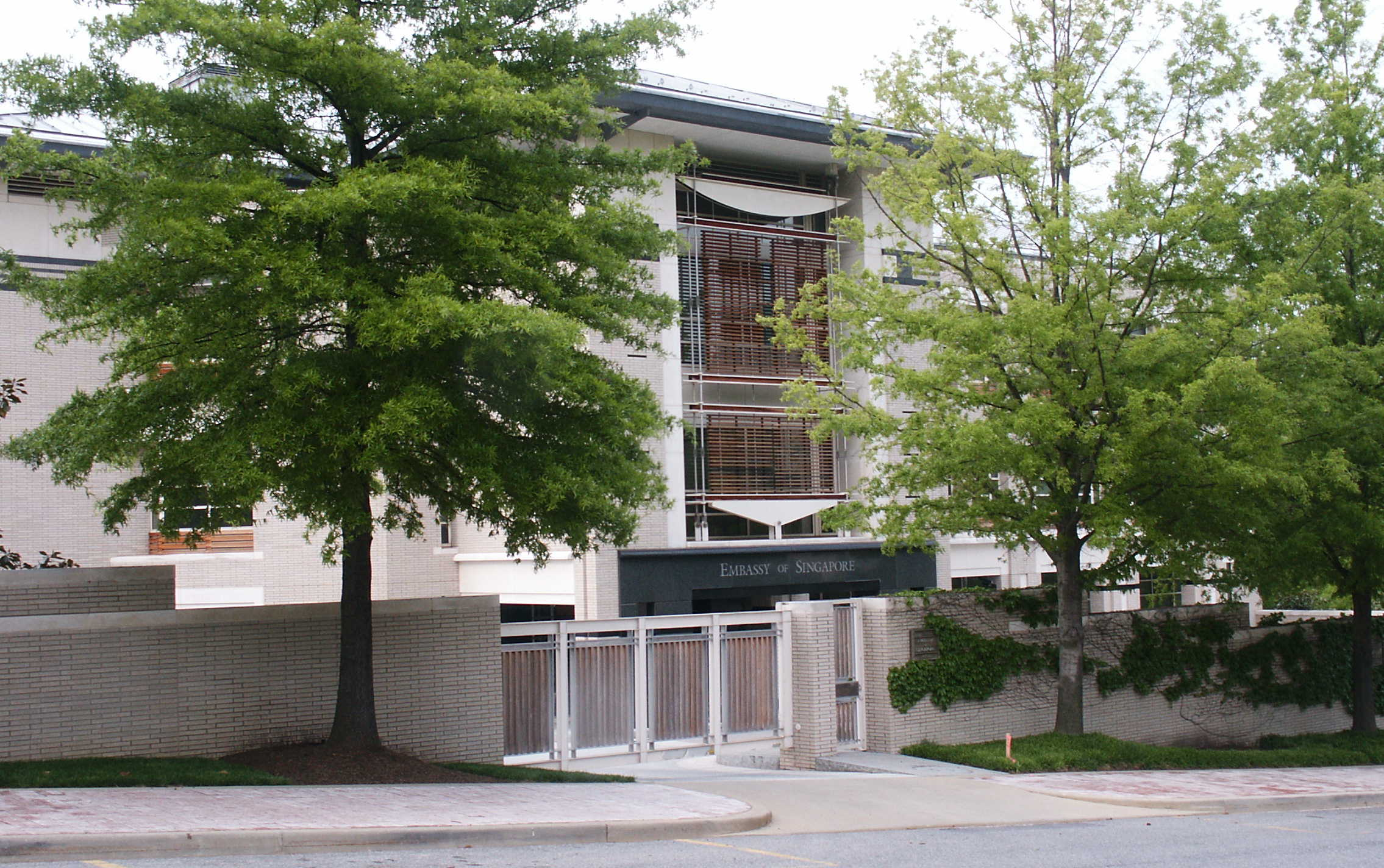
Singapurische Botschaft in Washington, D.C.

### Afrika
- Ägypten: Kairo, Botschaft
- Südafrika: Pretoria, Hohe Kommission

### Amerika
| - Brasilien: Brasília, Botschaft - Vereinigte Staaten: Washington, D.C., Botschaft | - Vereinigte Staaten: San Francisco, Generalkonsulat - Vereinigte Staaten: New York, Konsulat |

### Asien
| - Bangladesch: Dhaka, Konsulat - Brunei: Bandar Seri Begawan, Hohe Kommission - Volksrepublik China: Peking, Botschaft - Volksrepublik China: Chengdu, Generalkonsulat - Volksrepublik China: Guangzhou, Generalkonsulat - Volksrepublik China: Hongkong, Generalkonsulat - Volksrepublik China: Shanghai, Generalkonsulat - Volksrepublik China: Xiamen, Generalkonsulat - Indien: Neu-Delhi, Hohe Kommission - Indien: Chennai, Generalkonsulat - Indien: Mumbai, Generalkonsulat - Indonesien: Jakarta, Botschaft - Indonesien: Batam, Konsulat - Indonesien: Medan, Konsulat - Indonesien: Pekanbaru, Konsulat - Japan: Tokyo, Botschaft - Katar: Doha, Botschaft | - Kambodscha: Phnom Penh, Botschaft - Laos: Vientiane, Botschaft - Malaysia: Kuala Lumpur, Hohe Kommission - Malaysia: Johor Bahru, Generalkonsulat - Oman: Maskat, Generalkonsulat - Myanmar: Rangun, Botschaft - Philippinen: Manila, Botschaft - Saudi-Arabien: Riad, Botschaft - Saudi-Arabien: Dschidda, Generalkonsulat - Südkorea: Seoul, Botschaft - Taiwan: Taipei, Handelsbüro - Thailand: Bangkok, Botschaft - Türkei: Ankara, Botschaft - Vereinigte Arabische Emirate: Abu Dhabi, Botschaft - Vereinigte Arabische Emirate: Dubai, Generalkonsulat - Vietnam: Hanoi, Botschaft - Vietnam: Ho-Chi-Minh-Stadt, Generalkonsulat |

### Australien und Ozeanien
- Australien: Canberra, Hohe Kommission
- Neuseeland: Wellington, Hohe Kommission

### Europa
| - Belgien: Brüssel, Botschaft - Deutschland: Berlin, Botschaft - Frankreich: Paris, Botschaft | - Russland: Moskau, Botschaft - Vereinigtes Königreich: Genf, Hohe Kommission |

## Vertretungen bei internationalen Organisationen
- Vereinte Nationen: New York, Ständige Delegation
- Vereinte Nationen: Genf, Ständige Delegation
- UNESCO: Paris, Ständige Delegation
- ASEAN: Jakarta, Ständige Delegation
- Europäische Union: Brüssel, Mission